# Nati il 15 agosto

## XII secolo(2)
- 1171 - Alfonso IX di León, sovrano († 1230)
- 1195 - Antonio di Padova, religioso e presbitero portoghese († 1231)

## XIII secolo(3)
- 1233 - Filippo Benizi, presbitero italiano († 1285)
- 1250 - Matteo I Visconti, nobile († 1322)
- 1257 - Muhammad III di Granada, sultano († 1314)

## XIV secolo(2)
- 1316 - Giovanni Plantageneto, nobile inglese († 1336)
- 1397 - Carlo di Navarra, principe spagnolo († 1402)

## XV secolo(5)
- 1402 - Humphrey Stafford, I duca di Buckingham, militare inglese († 1460)
- 1418 - Giovanni Hinderbach, vescovo cattolico tedesco († 1486)
- 1432 - Luigi Pulci, poeta italiano († 1484)
- 1455 - Giorgio di Baviera, duca († 1503)
- 1488 - Fernando Colombo, scrittore e geografo italiano († 1539)

## XVI secolo(6)
- 1507 - Giorgio III di Anhalt-Dessau, nobile tedesco († 1553)
- 1513 - George Cassander, teologo e umanista fiammingo († 1566)
- 1568 - Zdenek Adalbert von Lobkowicz, nobile e politico ceco († 1628)
- 1575 - Diego d'Asburgo, spagnolo († 1582)
- 1578 - Claude Guillermet de Bérigard, filosofo francese († 1663)
- 1581 - Geremia Dressellio, gesuita, predicatore e scrittore tedesco († 1638)

## XVII secolo(17)
- 1606 - Giovanna Maria Bonomo, religiosa italiana († 1670)
- 1607 - Ermanno IV d'Assia-Rotenburg, tedesco († 1658)
- 1608 - Henry Howard, XXII conte di Arundel, nobile inglese († 1652)
- 1613 - Gilles Ménage, poeta, saggista e grammatico francese († 1692)
- 1615 - Maria I di Guisa, duchessa francese († 1688)
- 1619 - Francesco Maria Farnese, cardinale italiano († 1647)
- 1619 - Hubertus Quellinus, incisore e artista belga († 1687)
- 1638 - Pieter de Graeff, politico olandese († 1707)
- 1639 - Sperello Sperelli, cardinale e vescovo cattolico italiano († 1710)
- 1647 - Bartolomeo Ortari, intagliatore italiano († 1725)
- 1654 - Giovan Giuseppe della Croce, religioso, santo e francescano italiano († 1734)
- 1657 - Giovanni Bonaventura Neri Badia, giurista italiano († 1752)
- 1660 - Louis Feuillée, astronomo, botanico e geografo francese († 1732)
- 1666 - Johann Peter Abesch, pittore svizzero († 1740)
- 1666 - Andrej Artamonovič Matveev, diplomatico russo († 1728)
- 1682 - Annibale Albani, cardinale e vescovo cattolico italiano († 1751)
- 1685 - Jacob Theodor Klein, giurista, botanico e matematico polacco († 1759)

## XVIII secolo(59)
- 1702 - Francesco Zuccarelli, pittore italiano († 1788)
- 1708 - Francesco Guasco, nobile e generale italiano († 1763)
- 1714 - Philip Stanhope, II conte di Stanhope, nobile inglese († 1786)
- 1717 - Carmontelle, pittore, incisore e architetto francese († 1806)
- 1718 - Carlo Giuseppe di Firmian, nobile e politico austriaco († 1782)
- 1724 - Pëtr Nikitič Trubeckoj, politico e scrittore russo († 1791)
- 1725 - Ferdinando Bertoni, compositore italiano († 1813)
- 1725 - Marie Louise de La Tour d'Auvergne, nobildonna francese († 1793)
- 1726 - Carlo Antonio Martini, giurista italiano († 1800)
- 1730 - Carlo Giorgio Lebrecht di Anhalt-Köthen, principe († 1789)
- 1735 - Germano Prendaglio, pittore e miniatore italiano († 1809)
- 1735 - Federico Alberto di Anhalt-Bernburg, principe tedesco († 1796)
- 1736 - Alexander Runciman, pittore scozzese († 1785)
- 1740 - Matthias Claudius, scrittore e poeta tedesco († 1814)
- 1743 - Thomas Henderson, politico statunitense († 1824)
- 1744 - Conrad Moench, botanico, farmacista e chimico tedesco († 1805)
- 1744 - Raffaele Mormile, arcivescovo cattolico italiano († 1813)
- 1748 - Francesco Foggi, giurista e avvocato italiano († 1824)
- 1750 - Sylvain Maréchal, scrittore e poeta francese († 1803)
- 1754 - Benjamin Hawkins, politico statunitense († 1818)
- 1755 - Vincenzo Lupo, patriota italiano († 1799)
- 1759 - Jacques Augustin, pittore francese († 1832)
- 1762 - Alessandro Aleandri, politico e scrittore italiano († 1838)
- 1764 - Giuseppe Gaetano Rignon, politico italiano († 1837)
- 1765 - Antonio Meneghelli, storico, critico letterario e traduttore italiano († 1844)
- 1765 - James Stopford, III conte di Courtown, politico irlandese († 1835)
- 1767 - Peter Mayr, patriota († 1810)
- 1767 - Francesco Ottaviano Renucci, scrittore, medico e presbitero francese († 1842)
- 1768 - Christoph von Schmid, scrittore, religioso e educatore tedesco († 1854)
- 1769 - Napoleone Bonaparte, politico e generale francese († 1821)
- 1769 - Giovanni Antonio Marcacci, politico, diplomatico e giurista svizzero († 1854)
- 1771 - Walter Scott, scrittore e poeta britannico († 1832)
- 1772 - Johann Nepomuk Mälzel, inventore, ingegnere e showman tedesco († 1838)
- 1775 - Carl Franz Anton Ritter von Schreibers, naturalista, zoologo e botanico austriaco († 1852)
- 1775 - Ana María de Soto, militare spagnola († 1833)
- 1776 - Ignaz von Seyfried, compositore e direttore d'orchestra austriaco († 1841)
- 1778 - Maria Callani, pittrice italiana († 1803)
- 1779 - Giulio Perticari, poeta e scrittore italiano († 1822)
- 1781 - Carlo Brioschi, astronomo e geodeta italiano († 1833)
- 1782 - Faustin Soulouque, politico haitiano († 1867)
- 1784 - Isacco Samuele Reggio, rabbino, filosofo e pedagogo italiano († 1855)
- 1785 - Bartolomeo Panizza, anatomista, oculista e zoologo italiano († 1867)
- 1785 - Thomas de Quincey, scrittore, giornalista e traduttore britannico († 1859)
- 1786 - Francesco Paternò Castello, nobile, politico e filantropo italiano († 1854)
- 1787 - Aleksandr Aleksandrovič Aljab'ev, compositore russo († 1851)
- 1787 - Filippo Antolini, architetto e ingegnere italiano († 1859)
- 1787 - Emidio Antonini, diplomatico italiano († 1862)
- 1787 - François Sudre, violinista, compositore e teorico della musica francese († 1862)
- 1788 - Luigi Bartolucci, patriota italiano († 1859)
- 1791 - Camillo Jacobini, politico e imprenditore italiano († 1854)
- 1793 - Cesidio Bonanni d'Ocre, giudice e politico italiano († 1877)
- 1794 - Elias Magnus Fries, micologo e botanico svedese († 1878)
- 1795 - Aaron Venable Brown, politico statunitense († 1859)
- 1795 - Richard Meade, III conte di Clanwilliam, diplomatico e politico irlandese († 1879)
- 1796 - Ignazio Pasini, tenore italiano († 1875)
- 1796 - John Torrey, botanico statunitense († 1873)
- 1797 - Hans Ferdinand Massmann, filologo tedesco († 1874)
- 1799 - Theodor Wilhelm Achtermann, scultore tedesco († 1884)
- 1799 - Marie Roch Louis Reybaud, politico francese († 1879)

## XIX secolo(199)
- 1802 - Jean Antoine Théodore de Gudin, pittore francese († 1880)
- 1803 - Domingo Nieto, politico peruviano († 1844)
- 1805 - Camillo Casati, politico, militare e nobile italiano († 1869)
- 1805 - Luigi Guglielmi, vescovo cattolico italiano († 1853)
- 1807 - Jules Grévy, politico francese († 1891)
- 1808 - Alfred von Reumont, diplomatico tedesco († 1887)
- 1808 - Marcus Aurelius Root, fotografo statunitense († 1888)
- 1809 - Giacinto Avenati, generale italiano († 1876)
- 1809 - Amalia Bettini, attrice teatrale italiana († 1894)
- 1809 - Eugène Flandin, orientalista, pittore e archeologo francese († 1889)
- 1813 - Arnold Morel-Fatio, storico e numismatico svizzero († 1887)
- 1814 - Cesare Campori, poeta e storico italiano († 1880)
- 1815 - Georgios Averof, imprenditore e filantropo greco († 1899)
- 1815 - Mario Di Stefano, architetto e ingegnere italiano († 1890)
- 1815 - Frédéric de Falloux du Coudray, cardinale francese († 1884)
- 1815 - Alexander Keyserling, geologo, paleontologo e botanico tedesco († 1891)
- 1816 - Grazioso Spazzi, scultore italiano († 1892)
- 1818 - Vincenzo Duplancich, giornalista, scrittore e politico italiano († 1888)
- 1818 - Giuseppe Benedetto Dusmet, cardinale e arcivescovo cattolico italiano († 1894)
- 1818 - Giovan Battista Fardella, patriota e politico italiano († 1881)
- 1821 - Anatolij Ivanovič Barjatinskij, ufficiale russo († 1881)
- 1821 - Maria del Transito di Gesù Sacramentato, religiosa argentina († 1885)
- 1822 - Giulio Bergonzoli, scultore e pittore italiano († 1868)
- 1822 - Giovanni Giacinto Stella, missionario italiano († 1869)
- 1822 - Henry Sumner Maine, giurista e sociologo britannico († 1888)
- 1823 - Gaston Boissier, latinista e storico francese († 1908)
- 1823 - Léon Gastinel, compositore e violinista francese († 1906)
- 1824 - Giovanni Bruzzo, generale e politico italiano († 1900)
- 1824 - John Chisum, imprenditore statunitense († 1884)
- 1824 - Charles Godfrey Leland, giornalista e etnologo statunitense († 1903)
- 1824 - Antonio Stoppani, geologo, paleontologo e patriota italiano († 1891)
- 1825 - Bartolomeo Giuliano, pittore italiano († 1909)
- 1825 - Bernardo Guimarães, romanziere brasiliano († 1884)
- 1827 - Ludwig Angerer, fotografo austriaco († 1879)
- 1827 - Cesare Bertagnini, chimico italiano († 1857)
- 1828 - Jean-Baptiste Billot, militare e politico francese († 1907)
- 1830 - Augusto Barazzuoli, politico e avvocato italiano († 1896)
- 1831 - Antonio Ottavi, patriota e militare italiano († 1866)
- 1832 - Xurşidbanu Natəvan, poetessa azera († 1897)
- 1833 - Michele Cardona, magistrato e politico italiano († 1909)
- 1833 - Ernest François Lefèvre, politico e avvocato francese († 1889)
- 1834 - Luigi Crosio, pittore italiano († 1916)
- 1834 - Giacomo Merizzi, arcivescovo cattolico italiano († 1916)
- 1835 - Giacinto Bianchi, religioso e missionario italiano († 1914)
- 1835 - Vincenzo Tanturri, dermatologo italiano († 1885)
- 1836 - Pëtr Boborykin, scrittore, drammaturgo e giornalista russo († 1921)
- 1836 - Filippo Ferrari, patriota e militare italiano († 1903)
- 1837 - Lawrence B. Palladino, gesuita e missionario italiano († 1927)
- 1837 - Carlo Wagner, patriota e militare svizzero
- 1842 - Ferenc Csepreghy, commediografo ungherese († 1880)
- 1842 - Alberto Giovannini, compositore italiano († 1903)
- 1842 - William A. Tilden, chimico britannico († 1926)
- 1843 - Antonio Cavagna Sangiuliani, storico italiano († 1913)
- 1843 - Just Lucas-Championnière, chirurgo francese († 1913)
- 1843 - Charles Immanuel Forsyth Major, zoologo e paleontologo svizzero († 1923)
- 1843 - Carl Frederik Wandel, marinaio e esploratore danese († 1930)
- 1844 - Adhémar Schwitzguébel, sindacalista e anarchico svizzero († 1895)
- 1844 - Charles Woodruff, arciere statunitense († 1927)
- 1845 - Achille Borella, politico e avvocato svizzero († 1922)
- 1845 - Walter Crane, pittore e illustratore inglese († 1915)
- 1846 - Lorenzo Cavallo, militare italiano († 1870)
- 1848 - Giorgio Arcoleo, giurista e politico italiano († 1914)
- 1848 - Albert Bitter, arcivescovo cattolico tedesco († 1926)
- 1848 - Friedrich Bohndorff, ornitologo tedesco († 1921)
- 1849 - Ottavio Ottavi, enologo italiano († 1893)
- 1849 - Robert Charles Wroughton, naturalista britannico († 1921)
- 1850 - Albert-Émile Artigue, pittore, illustratore e incisore francese († 1927)
- 1850 - Carlo Ferraris, economista, statistico e politico italiano († 1924)
- 1851 - Émile van Ermengem, batteriologo e microbiologo belga († 1932)
- 1851 - Vincenzo Ricci, ingegnere e politico italiano († 1912)
- 1853 - Silvio Giulio Rotta, pittore italiano († 1913)
- 1854 - Henry Correvon, naturalista e botanico svizzero († 1939)
- 1854 - Laurits Andersen Ring, pittore danese († 1933)
- 1855 - Roberto Guastalla, pittore italiano († 1912)
- 1856 - Frank Daniels, attore e cantante statunitense († 1935)
- 1856 - Keir Hardie, politico scozzese († 1915)
- 1857 - Luigi Acerbi, militare italiano († 1896)
- 1857 - Albert Ballin, imprenditore tedesco († 1918)
- 1857 - Antonietta Giacomelli, educatrice, giornalista e scrittrice italiana († 1949)
- 1858 - Emma Calvé, soprano francese († 1942)
- 1858 - Michael Hainisch, politico austriaco († 1940)
- 1858 - Edith Nesbit, scrittrice inglese († 1924)
- 1858 - Heinrich von Tschirschky, diplomatico tedesco († 1916)
- 1859 - Ferdinand Bac, disegnatore austriaco († 1952)
- 1859 - Charles Comiskey, giocatore di baseball, allenatore di baseball e dirigente sportivo statunitense († 1931)
- 1859 - Joseph-Siméon Favre, pittore e etnomusicologo italiano († 1900)
- 1859 - Blanca de los Ríos, scrittrice e critica letteraria spagnola († 1956)
- 1860 - Maria Josefa Karolina Brader, religiosa svizzera († 1943)
- 1860 - Florence Harding, first lady statunitense († 1924)
- 1860 - Kolë Idromeno, fotografo, pittore e scultore albanese († 1939)
- 1860 - Carlo d'Ippolito, politico italiano († 1938)
- 1860 - Roosje Vos, sindacalista e politica olandese († 1932)
- 1861 - Charles Borgeaud, giurista e storico svizzero († 1940)
- 1862 - Alice Montagu, nobildonna inglese († 1957)
- 1863 - Maurice Gufflet, velista francese († 1915)
- 1863 - Peider Lansel, scrittore, poeta e diplomatico svizzero († 1943)
- 1865 - Flavio Bertelli, pittore italiano († 1941)
- 1865 - Nagaoka Hantarō, fisico giapponese († 1950)
- 1865 - Mikao Usui, giapponese († 1926)
- 1866 - Henry Howard, IV conte di Effingham, nobile e politico britannico († 1927)
- 1866 - Aleksandre Mrevlishvili, pittore georgiano († 1933)
- 1866 - Italo Santelli, schermidore italiano († 1945)
- 1867 - Anathon Aall, filosofo norvegese († 1943)
- 1867 - Carlo Bonacini, matematico e fisico italiano († 1944)
- 1869 - Enrico Mauceri, storico dell'arte italiano († 1966)
- 1870 - Augusto Curi, arcivescovo cattolico italiano († 1933)
- 1870 - John Furla, maratoneta statunitense († 1938)
- 1871 - Alfred Fröhlich, neurologo e farmacologo austriaco († 1953)
- 1871 - Assunta Marchetti, religiosa italiana († 1948)
- 1871 - Albert Rehm, filologo tedesco († 1949)
- 1871 - Grafton Elliot Smith, anatomista e egittologo britannico († 1937)
- 1871 - Arthur Tansley, ecologo e botanico inglese († 1955)
- 1872 - Sri Aurobindo, filosofo e mistico indiano († 1950)
- 1873 - Erle Cox, giornalista e scrittore di fantascienza australiano († 1950)
- 1875 - Samuel Coleridge-Taylor, compositore e direttore d'orchestra britannico († 1912)
- 1875 - Eugenio Massi, missionario e vescovo cattolico italiano († 1944)
- 1875 - Giulio Natali, storico della letteratura italiano († 1965)
- 1876 - Carl Albert Andersen, ginnasta, astista e altista norvegese († 1951)
- 1876 - Ada Flatman, attivista britannica († 1952)
- 1876 - Stylianos Gonatas, generale e politico greco († 1966)
- 1876 - Almina, contessa di Carnarvon, nobildonna inglese († 1969)
- 1876 - Julien Luchaire, letterato e insegnante francese († 1962)
- 1876 - Lula Mysz-Gmeiner, contralto e mezzosoprano tedesco († 1948)
- 1876 - Wolfgang Pauly, compositore di scacchi rumeno († 1934)
- 1877 - Alberto Ascoli, patologo e igienista italiano († 1957)
- 1877 - Saverio Gatto, scultore, pittore e disegnatore italiano († 1959)
- 1877 - Guglielmo Ghislandi, politico italiano († 1965)
- 1877 - Francisc Șirato, pittore e disegnatore rumeno († 1953)
- 1877 - Emilio Veggetti, politico e letterato italiano († 1953)
- 1878 - Antonio Massara, insegnante, etnografo e storico dell'arte italiano († 1926)
- 1879 - Ethel Barrymore, attrice statunitense († 1959)
- 1879 - Ben Bradshaw, lottatore statunitense († 1970)
- 1879 - Luigi Gaetano Ceschina, imprenditore italiano († 1960)
- 1880 - Marie-Claire Daveluy, bibliotecaria, storica e scrittrice canadese († 1968)
- 1881 - George Beaton, calciatore inglese
- 1881 - Gavino Gabriel, compositore e etnomusicologo italiano († 1980)
- 1881 - Elisabeth Schiemann, genetista e botanica tedesca († 1972)
- 1882 - Harry Low, calciatore scozzese († 1920)
- 1883 - Charles Howard-Bury, militare, esploratore e politico britannico († 1963)
- 1883 - Ivan Meštrović, scultore croato († 1962)
- 1884 - András Littay, generale ungherese († 1967)
- 1884 - Mary Nash, attrice statunitense († 1976)
- 1885 - Edna Ferber, scrittrice, drammaturga e giornalista statunitense († 1968)
- 1885 - František Jirásek, calciatore boemo († 1941)
- 1886 - Kay Bojesen, designer danese († 1958)
- 1886 - Paul Rudolf Henning, architetto tedesco († 1986)
- 1886 - Karl Korsch, filosofo e politico tedesco († 1961)
- 1886 - Charles Lewis, calciatore inglese († 1967)
- 1886 - Sof'ja Vasil'evna Vorošilova-Romanskaja, astronoma sovietica († 1969)
- 1886 - Celeste Aida Zanchi, attrice italiana († 1966)
- 1887 - Jesús Agustín Castro, generale e politico messicano († 1953)
- 1887 - Vincenzo Di Donato, compositore e violoncellista italiano († 1967)
- 1887 - Paul Willard Merrill, astronomo statunitense († 1961)
- 1887 - Jan Rudzutak, rivoluzionario, politico e sindacalista sovietico († 1938)
- 1888 - Gottlieb Duttweiler, imprenditore e politico svizzero († 1962)
- 1888 - Maude George, attrice statunitense († 1963)
- 1888 - Hermann Leopoldi, compositore e cabarettista austriaco († 1959)
- 1888 - Grigorij Jakovlevič Sokol'nikov, politico e diplomatico sovietico († 1939)
- 1888 - Albert Spalding, violinista statunitense († 1953)
- 1889 - Antonino Catarella, vescovo cattolico italiano († 1972)
- 1889 - Philip Fleming, canottiere britannico († 1971)
- 1889 - Nino Sozzani, generale italiano († 1977)
- 1890 - Elizabeth Bolden, supercentenaria statunitense († 2006)
- 1890 - Jacques Ibert, compositore francese († 1962)
- 1891 - Willem van Loon, tiratore di fune olandese († 1975)
- 1891 - Valentin Müller, medico tedesco († 1951)
- 1891 - Anatolij Pepeljaev, militare russo († 1938)
- 1891 - Gustavo Rodella, incisore italiano († 1937)
- 1892 - Louis de Broglie, fisico, matematico e storico francese († 1987)
- 1892 - Knud Jeppesen, musicologo danese († 1974)
- 1892 - Gösta Lundquist, velista svedese († 1944)
- 1892 - Arthur Meille, calciatore italiano († 1977)
- 1892 - Walther Nehring, generale tedesco († 1983)
- 1892 - Fritz-Georg von Rappard, generale tedesco († 1946)
- 1892 - Heinrich Wittkopf, generale tedesco († 1946)
- 1892 - Erich Wollenberg, politico, militare e giornalista tedesco († 1973)
- 1893 - Leslie John Comrie, astronomo neozelandese († 1950)
- 1893 - Eugène Criqui, pugile francese († 1977)
- 1893 - Harlow Curtice, dirigente d'azienda statunitense († 1962)
- 1893 - Pierre Dac, umorista e attore francese († 1975)
- 1893 - Jack Hatfield, nuotatore e pallanuotista britannico († 1965)
- 1894 - Harry Akst, cantautore statunitense († 1963)
- 1894 - Arduino Matassini, ingegnere italiano († 1975)
- 1894 - Alberto Pincherle, storico italiano († 1979)
- 1894 - Billie Rhodes, attrice e produttrice cinematografica statunitense († 1988)
- 1894 - Şehzade Abdürrahim Hayri, principe ottomano († 1952)
- 1895 - Giuseppe Cangialosi, militare italiano († 1916)
- 1895 - Dino Vannucci, medico italiano († 1937)
- 1896 - Carlo Antoni, filosofo, storico della filosofia e politico italiano († 1959)
- 1896 - Marie Besnard, francese († 1980)
- 1896 - Gerty Theresa Cori, biochimica ceca († 1957)
- 1896 - Ludwig Schanze, generale tedesco († 1977)
- 1896 - Lev Sergeevič Termen, inventore sovietico († 1993)
- 1899 - Claus Clausen, attore tedesco († 1989)
- 1900 - Paul Balog, numismatico, archeologo e medico ungherese († 1982)
- 1900 - Harold Dow Bugbee, artista, illustratore e pittore statunitense († 1963)
- 1900 - Eberhard Godt, ammiraglio tedesco († 1995)
- 1900 - Luis Olaso, calciatore spagnolo († 1982)
- 1900 - Andrea Viglongo, editore e giornalista italiano († 1986)

## XX secolo(896)
- 1901 - Arnulfo Arias, politico panamense († 1988)
- 1901 - John B. Goodman, scenografo statunitense († 1991)
- 1901 - Nuto Navarrini, attore e cantante italiano († 1973)
- 1901 - Pëtr Sergeevič Novikov, matematico sovietico († 1975)
- 1901 - Dmitrij Aleksandrovič Romanov, russo († 1980)
- 1901 - Ned Washington, paroliere statunitense († 1976)
- 1902 - Rajmund Badó, lottatore ungherese († 1986)
- 1902 - Iris Origo, scrittrice inglese († 1988)
- 1903 - Nicola Jaeger, giurista e magistrato italiano († 1975)
- 1903 - Werner Ostendorff, generale tedesco († 1945)
- 1903 - Luigi Zuppante, politico italiano († 1986)
- 1904 - Victor Bruns, fagottista e compositore tedesco († 1996)
- 1905 - Aleksejs Andrejevs, calciatore lettone († 1949)
- 1905 - Eduardo Astengo, calciatore peruviano († 1969)
- 1905 - Hester Ford, supercentenaria statunitense († 2021)
- 1905 - Ife Holmes, cestista statunitense († 1985)
- 1905 - Joachim Mrugowski, medico tedesco († 1948)
- 1905 - Henri Pavillard, calciatore francese († 1978)
- 1905 - Laura Perls, psicologa e psicoterapeuta tedesca († 1990)
- 1905 - Manfred von Brauchitsch, pilota automobilistico tedesco († 2003)
- 1906 - Loyal Griggs, direttore della fotografia e effettista statunitense († 1978)
- 1906 - Clayton Rawson, scrittore statunitense († 1971)
- 1906 - Agostino Rigi Luperti, agronomo italiano († 1986)
- 1906 - Nils Skoglund, tuffatore e pallanuotista svedese († 1980)
- 1907 - John Drury Clark, chimico e scrittore statunitense († 1988)
- 1907 - Carmen Conde, poetessa spagnola († 1996)
- 1907 - Mario Consiglio, musicista italiano († 1975)
- 1907 - Ninì Gordini Cervi, attrice italiana († 1978)
- 1907 - Giovanni Miele, giurista italiano († 2000)
- 1907 - Miguel Morayta, regista e sceneggiatore spagnolo († 2013)
- 1908 - Peter Charanis, storico e bizantinista greco († 1985)
- 1908 - Otto Kerner, politico, magistrato e generale statunitense († 1976)
- 1908 - Miklós Sárkány, pallanuotista ungherese († 1998)
- 1908 - Mario Todesco, partigiano italiano († 1944)
- 1909 - Antonio Corpora, pittore italiano († 2004)
- 1909 - Athos Fraternale, ammiraglio e militare italiano († 1963)
- 1909 - Angelo Marinucci, architetto e pittore italiano († 1994)
- 1909 - Jean Martinelli, attore francese († 1983)
- 1909 - Sergio Massa, militare italiano († 1941)
- 1910 - Leonid Stepanovič Duškin, ingegnere sovietico († 1990)
- 1910 - Josef Klaus, politico austriaco († 2001)
- 1910 - Giorgina Arian Levi, politica e scrittrice italiana († 2011)
- 1910 - Mario Ottieri, imprenditore e politico italiano († 1974)
- 1910 - Peter Riedl, pallanuotista austriaco († 1992)
- 1910 - Calogero Volpe, politico, medico e mafioso italiano († 1976)
- 1911 - Lanciotto Ballerini, partigiano italiano († 1944)
- 1911 - Giovanni Bigando, calciatore italiano († 1994)
- 1911 - Bartolomeo Ferrari, presbitero italiano († 2007)
- 1911 - Francisco Peralta y Ballabriga, vescovo cattolico spagnolo († 2006)
- 1911 - Anthony Salerno, mafioso statunitense († 1992)
- 1912 - Luigi Amerio, matematico italiano († 2004)
- 1912 - Heinrich Borgmann, militare tedesco († 1945)
- 1912 - Julia Child, cuoca, scrittrice e personaggio televisivo statunitense († 2004)
- 1912 - Wendy Hiller, attrice britannica († 2003)
- 1912 - Mary Lanier, attrice statunitense († 2002)
- 1912 - Carlo Miranda, matematico italiano († 1982)
- 1912 - Guido Morselli, scrittore italiano († 1973)
- 1912 - Naoto Tajima, triplista e lunghista giapponese († 1990)
- 1913 - Maria Kwaśniewska, giavellottista e pesista polacca († 2007)
- 1913 - Gino Mentasti, compositore di scacchi italiano († 2002)
- 1913 - Hiromichi Shinohara, aviatore e militare giapponese († 1939)
- 1914 - Sergio Angelini, calciatore e allenatore di calcio italiano († 1990)
- 1914 - Gianlino Baschirotto, militare e aviatore italiano († 1986)
- 1914 - Tulio Demicheli, regista cinematografico e sceneggiatore argentino († 1992)
- 1914 - Basil Eugster, generale inglese († 1984)
- 1914 - Hubert Gad, calciatore polacco († 1939)
- 1914 - Thomas Kuchel, politico statunitense († 1994)
- 1914 - Akira Nozawa, calciatore giapponese († 2000)
- 1914 - Giuseppe Pagni, calciatore italiano
- 1914 - Paul Rand, designer statunitense († 1996)
- 1914 - Aarón Wergifker, calciatore brasiliano († 1994)
- 1915 - Ambrus Balogh, tiratore a segno ungherese († 1978)
- 1915 - Alfredo Gil, cantante e compositore messicano († 1999)
- 1915 - Esterino Bosco, presbitero italiano († 2008)
- 1915 - Ray Buivid, giocatore di football americano statunitense († 1972)
- 1915 - Signe Hasso, attrice svedese († 2002)
- 1915 - Claudio Mastellari, pilota motociclistico italiano († 1951)
- 1915 - Orfeo Mazzitelli, aviatore e militare italiano († 1984)
- 1916 - Carletto Gavoglio, militare italiano († 1942)
- 1916 - Nate Lubell, schermidore statunitense († 2006)
- 1916 - Mara Selvini Palazzoli, psichiatra italiana († 1999)
- 1916 - Gordon Sinclair, aviatore e ufficiale britannico († 2005)
- 1916 - Tommy Thompson, giocatore di football americano statunitense († 1989)
- 1916 - Alfredo Zennaro, illustratore, regista teatrale e scrittore italiano († 2007)
- 1917 - Jack Lynch, politico irlandese († 1999)
- 1917 - Pranas Mažeika, cestista lituano († 2007)
- 1917 - Fabrizio Onofri, scrittore, sceneggiatore e politico italiano († 1982)
- 1917 - Bill Riebe, cestista statunitense († 2000)
- 1917 - Óscar Romero, arcivescovo cattolico salvadoregno († 1980)
- 1917 - Yukio Tsuda, calciatore giapponese († 1979)
- 1917 - Vladimir Ščagin, pallavolista, allenatore di pallavolo e calciatore sovietico († 1996)
- 1918 - Maria Assunta Lorenzoni, partigiana italiana († 1944)
- 1919 - Walter Colì, paroliere, compositore e direttore d'orchestra italiano
- 1919 - Orest Dubay, grafico slovacco († 2005)
- 1919 - Agostino Melotti, partigiano e politico italiano († 2010)
- 1919 - Béla Sárosi, calciatore e allenatore di calcio ungherese († 1993)
- 1919 - Joseph Vincent Sullivan, vescovo cattolico statunitense († 1982)
- 1920 - Charlie Butler, cestista statunitense († 2014)
- 1920 - Francesco Cazzulini, militare italiano († 1943)
- 1920 - Costantino di Baviera, nobile tedesco († 1969)
- 1920 - Golden Frinks, attivista statunitense († 2004)
- 1920 - Huntz Hall, attore statunitense († 1999)
- 1920 - Janusz Nasfeter, regista e sceneggiatore polacco († 1998)
- 1920 - Dina Sassoli, attrice italiana († 2008)
- 1920 - Raymond-Marie Tchidimbo, arcivescovo cattolico guineano († 2011)
- 1921 - Vittorio Caprioli, attore, regista e sceneggiatore italiano († 1989)
- 1921 - Francesco Fabbri, politico italiano († 1977)
- 1921 - Julio Lafuente, architetto spagnolo († 2013)
- 1921 - Antonín Rýgr, allenatore di calcio e calciatore cecoslovacco († 1998)
- 1921 - Ed Stanczak, cestista statunitense († 2004)
- 1921 - Cesare Terranova, politico e magistrato italiano († 1979)
- 1922 - Renato Barberini, calciatore italiano
- 1922 - Sabino Barinaga, calciatore e allenatore di calcio spagnolo († 1988)
- 1922 - Carlo M. Cipolla, storico italiano († 2000)
- 1922 - Lukas Foss, compositore, pianista e direttore d'orchestra statunitense († 2009)
- 1922 - Mariano Gaviola y Garcés, vescovo cattolico filippino († 1998)
- 1922 - Endre Tilli, schermidore ungherese († 1958)
- 1923 - Gé van Dijk, allenatore di calcio e calciatore olandese († 2005)
- 1923 - Vera Hatz, numismatica tedesca († 2010)
- 1923 - Rose Marie, attrice e doppiatrice statunitense († 2017)
- 1924 - Robert Bolt, drammaturgo e sceneggiatore britannico († 1995)
- 1924 - Petrus Kastenman, cavaliere svedese († 2013)
- 1924 - Raymond King, allenatore di calcio e calciatore inglese († 2014)
- 1924 - Yoshirō Muraki, scenografo, costumista e direttore artistico giapponese († 2009)
- 1924 - Phyllis Schlafly, scrittrice e politica statunitense († 2016)
- 1925 - Enrico Baldini, agronomo italiano († 2023)
- 1925 - Aldo Ciccolini, pianista italiano († 2015)
- 1925 - Mike Connors, attore statunitense († 2017)
- 1925 - Gerald D. Hines, imprenditore e filantropo statunitense († 2020)
- 1925 - Robert Massard, baritono francese
- 1925 - George Morrow, contrabbassista statunitense († 1992)
- 1925 - Oscar Peterson, pianista canadese († 2007)
- 1925 - Serafino Stefani, bobbista italiano († 2022)
- 1926 - Elena Benedetta Croce, psicoanalista italiana († 2018)
- 1926 - Thor Hernes, calciatore e allenatore di calcio norvegese († 2009)
- 1926 - Julius Katchen, pianista statunitense († 1969)
- 1926 - Sami Michael, scrittore e attivista israeliano († 2024)
- 1926 - Giovanni Pellicciari, sociologo e partigiano italiano
- 1926 - Rita Pisano, politica italiana († 1984)
- 1926 - Pietro Sartoris, fumettista italiano († 1989)
- 1926 - Kōstīs Stefanopoulos, politico greco († 2016)
- 1926 - Viktor Vorošilov, calciatore sovietico († 2011)
- 1927 - Aide Aste, attrice italiana († 2013)
- 1927 - Henri Baumann, cestista svizzero
- 1927 - Gastone Celio, ex calciatore italiano
- 1927 - John Cranko, danzatore e coreografo sudafricano († 1973)
- 1927 - Marisa Fabbri, attrice italiana († 2003)
- 1927 - Angelo Litrico, stilista italiano († 1986)
- 1927 - Rino Loddo, cantante italiano († 1988)
- 1927 - Leif Olsen, calciatore norvegese († 2012)
- 1928 - Czesława Kwoka, polacca († 1943)
- 1928 - Everardo Dalla Noce, giornalista, critico d'arte e dirigente sportivo italiano († 2017)
- 1928 - Mohamed Ibrahim Egal, politico somalo († 2002)
- 1928 - Chuck Grigsby, cestista e allenatore di pallacanestro statunitense († 2003)
- 1928 - Leandro Locsin, architetto e artista filippino († 1994)
- 1928 - Nosher Powell, attore, stuntman e pugile britannico († 2013)
- 1928 - Nicolas Roeg, regista e direttore della fotografia britannico († 2018)
- 1928 - Fritz Røed, scultore norvegese († 2002)
- 1928 - Marti Stevens, attrice statunitense
- 1929 - Eugene Braunwald, medico austriaco
- 1929 - Enzo Collotti, storico italiano († 2021)
- 1929 - Mirella Giai, politica italiana († 2023)
- 1929 - Marcia Hafif, pittrice statunitense († 2018)
- 1929 - Bill James, scrittore gallese († 2023)
- 1929 - Aleksej Kuznecov, fondista sovietico († 2003)
- 1929 - George Martin, attore statunitense († 2010)
- 1929 - Franco Martinelli, calciatore italiano († 2008)
- 1929 - Enrico Molari, pilota motociclistico italiano
- 1929 - Antōnīs Paragyios, calciatore greco († 2023)
- 1929 - Carlo Ripa di Meana, politico e ambientalista italiano († 2018)
- 1929 - Antonio Rotondò, storico italiano († 2007)
- 1929 - Geōrgios Roumpanīs, astista greco († 2025)
- 1929 - Anna Walentynowicz, sindacalista polacca († 2010)
- 1929 - Piero Zanotto, fumettista, giornalista e scrittore italiano († 2016)
- 1929 - Pëtr Šelochonov, attore e regista russo († 1999)
- 1930 - Ljudmila Chitjaeva, attrice sovietica
- 1930 - Antonio Graziani, politico italiano († 2007)
- 1930 - Michele Reina, politico italiano († 1979)
- 1930 - José María Zárraga, calciatore spagnolo († 2012)
- 1931 - Haytham al-Maleh, avvocato e attivista siriano
- 1931 - Richard Heck, chimico statunitense († 2015)
- 1931 - Helga Klein, velocista tedesca († 2021)
- 1931 - Roberto Massi, docente e politico italiano († 2012)
- 1931 - Wera Nepy, cantante italiana († 2017)
- 1931 - Arnaldo Novelletto, psicoanalista italiano († 2006)
- 1931 - Janice Rule, attrice e ballerina statunitense († 2003)
- 1931 - Kushal Pal Singh, imprenditore indiano
- 1931 - Talal bin Abd al-Aziz Al Sa'ud, principe, politico e imprenditore saudita († 2018)
- 1932 - Abby Dalton, attrice statunitense († 2020)
- 1932 - Robert L. Forward, fisico e scrittore statunitense († 2002)
- 1932 - Federica Galli, artista italiana († 2009)
- 1932 - Sandro Ladu, politico e medico italiano († 2018)
- 1932 - Pierpaolo Meccariello, storico italiano († 2008)
- 1932 - Arturo Testa, baritono italiano († 2021)
- 1933 - Richard Fredricks, baritono statunitense
- 1933 - Gan Eng Teck, pallanuotista singaporiano († 2013)
- 1933 - Bobby Helms, cantante statunitense († 1997)
- 1933 - Rita Hunter, soprano inglese († 2001)
- 1933 - Stanley Milgram, psicologo statunitense († 1984)
- 1933 - Lori Nelson, attrice statunitense († 2020)
- 1933 - Michael Rutter, psichiatra inglese († 2021)
- 1934 - Howard Andrew, giocatore di poker statunitense († 2021)
- 1934 - Valeriano Balloni, calciatore italiano († 2019)
- 1934 - Bobby Byrd, musicista, cantante e produttore discografico statunitense († 2007)
- 1934 - Marilù Eustachio, artista italiana († 2024)
- 1934 - Nino Ferrer, cantautore, antropologo e etnologo italiano († 1998)
- 1934 - Geurt Gijssen, scacchista olandese
- 1934 - Kenneth Hale, linguista statunitense († 2001)
- 1934 - R. Ross Holloway, archeologo e numismatico statunitense († 2022)
- 1934 - Mustafa Jagly-Ogly, sollevatore sovietico († 1992)
- 1934 - Giuseppe Morabito, mafioso italiano
- 1934 - Sergio Neri, giornalista italiano
- 1934 - Angelo Rimoldi, ex calciatore italiano
- 1935 - Mitzi Amoroso, cantautrice italiana
- 1935 - Waldemar Baszanowski, sollevatore polacco († 2011)
- 1935 - Mario Cavallini, calciatore italiano († 2014)
- 1935 - Jim Dale, attore, cantante e compositore britannico
- 1935 - Giovanni De Sandre, ingegnere italiano († 2025)
- 1935 - Régine Deforges, scrittrice e editrice francese († 2014)
- 1935 - Émile Destombes, vescovo cattolico e missionario francese († 2016)
- 1935 - John Hunting, arbitro di calcio inglese († 2024)
- 1935 - Sergio Tuis, fumettista e pittore italiano († 2019)
- 1935 - Luciano Vassallo, calciatore e allenatore di calcio etiope († 2022)
- 1936 - Sandro Fontana, politico italiano († 2013)
- 1936 - Ricardo Lapetra, calciatore spagnolo († 2025)
- 1936 - Edouard Mununu Kasiala, vescovo cattolico della Repubblica Democratica del Congo († 2022)
- 1937 - Hanafi Abou Taleb, ex cestista egiziano
- 1937 - Judy Biggert, politica statunitense
- 1937 - Raoul Casadei, musicista e compositore italiano († 2021)
- 1937 - Amador Cortés García, calciatore spagnolo († 2005)
- 1937 - Denis Papas, ex calciatore e allenatore di calcio francese
- 1937 - Stefano Rolla, regista italiano († 2003)
- 1937 - Bounnhang Vorachith, politico laotiano
- 1938 - Stephen Breyer, magistrato statunitense
- 1938 - Ottavio Cinquanta, dirigente sportivo italiano († 2022)
- 1938 - Silverio Corvisieri, giornalista, storico e politico italiano
- 1938 - Ron Dean, attore statunitense
- 1938 - Renzo Martini, attore italiano († 2019)
- 1938 - Antonio Mazzocchi, politico italiano
- 1938 - Lucille Soong, attrice cinese
- 1938 - Maxine Waters, politica statunitense
- 1939 - Nicole Avril, attrice e scrittrice francese
- 1939 - Hardial Bains, politico indiano († 1997)
- 1939 - Harper Carter, imprenditore e attore statunitense
- 1939 - Aldo De Matteo, politico italiano († 2004)
- 1939 - Lodovico Ligato, politico italiano († 1989)
- 1940 - Ermanno Arslan, storico, numismatico e archeologo italiano
- 1940 - Maria Grazia Buccella, attrice, cantante e showgirl italiana
- 1940 - Tefta Cami-Cani, politica albanese
- 1940 - Massimo De Carolis, politico italiano
- 1940 - Gudrun Ensslin, terrorista tedesca († 1977)
- 1940 - Rodolfo Jannaccone, politico e economista italiano
- 1940 - José Antonio Momeñe, ciclista su strada spagnolo († 2010)
- 1940 - Dietmar Schwager, allenatore di calcio e calciatore tedesco († 2018)
- 1941 - Liliana Cosi, direttrice artistica e ex ballerina italiana
- 1941 - Nanni Fabbri, regista italiano († 2014)
- 1941 - Jan Lewan, truffatore e cantante polacco
- 1941 - Roberto Lione, regista televisivo, sceneggiatore e produttore cinematografico italiano († 2017)
- 1941 - Nangolo Mbumba, politico namibiano
- 1941 - Laura Mulvey, critica cinematografica e regista britannica
- 1941 - Lou Perry, attore statunitense († 2009)
- 1941 - Renzo Vescovi, regista teatrale italiano († 2005)
- 1942 - Raffaella De Vita, cantautrice e attrice italiana († 2006)
- 1942 - Franco Mimmi, giornalista e scrittore italiano
- 1942 - Alevtina Oljunina, ex fondista sovietica
- 1942 - Friede Springer, editrice e politica tedesca
- 1942 - Franco Giuseppe Tonolini, ex arbitro di calcio italiano
- 1943 - Carlo Bernasconi, dirigente d'azienda e produttore cinematografico italiano († 2001)
- 1943 - Lou Courtney, cantante e produttore discografico statunitense († 2021)
- 1943 - Pierre Dao, allenatore di pallacanestro francese
- 1943 - Eni Faleomavaega, politico e militare statunitense († 2017)
- 1943 - Miguel Rodríguez Orejuela, criminale colombiano
- 1943 - Hanna Schwarz, mezzosoprano tedesco
- 1943 - Maktum bin Rashid Al Maktum, politico emiratino († 2006)
- 1944 - Krzysztof Birula-Białynicki, allenatore di hockey su ghiaccio e hockeista su ghiaccio polacco († 2014)
- 1944 - Barbara Bouchet, attrice e ex ballerina tedesca
- 1944 - Maria Teresa Cau, cantautrice italiana († 1977)
- 1944 - Giampaolo Di Paola, ammiraglio e politico italiano
- 1944 - Gianfranco Ferré, stilista italiano († 2007)
- 1944 - Ora Goldstein, atleta paralimpica, nuotatrice e cestista israeliana († 2022)
- 1944 - Corrado Ruggeri, ex pattinatore e politico italiano
- 1944 - Nicholas James Samra, vescovo cattolico statunitense
- 1944 - Dimitris Sioufas, politico greco († 2019)
- 1944 - Thor Spydevold, calciatore norvegese († 2024)
- 1944 - Stephen Vacendak, ex cestista, allenatore di pallacanestro e dirigente sportivo statunitense
- 1944 - Sylvie Vartan, cantante francese
- 1944 - Michel Vauzelle, politico francese
- 1944 - Franz Vogler, ex sciatore alpino tedesco
- 1944 - Omar Wehbe, calciatore argentino († 2019)
- 1944 - Michael Young, bobbista canadese
- 1945 - Henning Boel, ex calciatore danese
- 1945 - Ulrich Graf, pilota motociclistico svizzero († 1977)
- 1945 - Jill Haworth, attrice britannica († 2011)
- 1945 - Alain Juppé, politico francese
- 1945 - Thomas C. Sawyer, politico statunitense († 2023)
- 1945 - Nigel Terry, attore britannico († 2015)
- 1945 - Gene Upshaw, giocatore di football americano statunitense († 2008)
- 1945 - Khaleda Zia, politica bangladese
- 1946 - Donaldo Arza, ex mezzofondista panamense
- 1946 - Julián Barrio Barrio, arcivescovo cattolico spagnolo
- 1946 - Mervin Jackson, cestista statunitense († 2012)
- 1946 - Anatolij Vasil'evič Kvašnin, generale russo († 2022)
- 1946 - Cesare Majoni, giocatore di curling italiano
- 1946 - Amir Naderi, regista, sceneggiatore e fotografo iraniano
- 1946 - Tony Robinson, attore britannico
- 1946 - Serge Toubiana, critico cinematografico francese
- 1946 - Jimmy Webb, compositore, cantautore e paroliere statunitense
- 1947 - John Arthurs, ex cestista statunitense
- 1947 - Sonny Carter, astronauta e medico statunitense († 1991)
- 1947 - Nicole Duclos, ex velocista francese
- 1947 - Rakhee Gulzar, attrice indiana
- 1947 - Valerij Jaremčenko, ex calciatore e allenatore di calcio sovietico
- 1947 - Gerry Taylor, ex calciatore inglese
- 1947 - Gerardo Velez, musicista statunitense
- 1948 - Titti Bianchi, cantante italiana
- 1948 - Jorge Carrascosa, ex calciatore argentino
- 1948 - Luigi De Maio, neurologo, psichiatra e psicologo italiano
- 1948 - Mahmoud Hashemi Shahroudi, politico iraniano († 2018)
- 1948 - Yoshio Ishida, goista giapponese
- 1948 - Tom Johnston, musicista, chitarrista e cantautore statunitense
- 1948 - Barna Kabay, regista e sceneggiatore ungherese
- 1948 - Michel Mézy, allenatore di calcio e ex calciatore francese
- 1948 - Robert Pittenger, politico statunitense
- 1948 - Teori Zavascki, giudice brasiliano († 2017)
- 1949 - Richard Deacon, scultore britannico
- 1949 - Garry Disher, scrittore australiano
- 1949 - Glória Maria, giornalista e conduttrice televisiva brasiliana († 2023)
- 1949 - Edward McMillan-Scott, politico britannico
- 1949 - Richard Russo, scrittore statunitense
- 1949 - Ralf Schulenberg, ex calciatore tedesco orientale
- 1949 - Phyllis Smith, attrice statunitense
- 1949 - Stefko Veličkov, ex calciatore bulgaro
- 1950 - Salvatore Abbruzzese, politico italiano († 2025)
- 1950 - Tommy Aldridge, batterista statunitense
- 1950 - Volker Fischer, schermidore tedesco
- 1950 - Tess Harper, attrice statunitense
- 1950 - Jorma Ollila, dirigente d'azienda finlandese
- 1950 - Kristy Pigeon, ex tennista statunitense
- 1950 - Gaylen Ross, attrice e regista statunitense
- 1950 - Andres Serrano, fotografo statunitense
- 1950 - Erwin Stricker, sciatore alpino italiano († 2010)
- 1950 - Jean-Marie Taubira, politico francese
- 1950 - Francesco Tirelli, politico italiano
- 1950 - Maria da Gloria Carvalho, modella brasiliana
- 1950 - Anna, principessa reale, principessa britannica
- 1951 - Ugo Bergamo, politico italiano
- 1951 - Bobby Caldwell, cantautore, polistrumentista e compositore statunitense († 2023)
- 1951 - Sean Daniel, produttore cinematografico statunitense
- 1951 - Jürgen Graf, scrittore, filologo e traduttore svizzero († 2025)
- 1951 - Mario Killer, ex calciatore argentino
- 1951 - Aurel Percă, arcivescovo cattolico rumeno
- 1951 - Carlos Torres Garcés, allenatore di calcio e ex calciatore ecuadoriano
- 1951 - Jean de Maillard, giurista, magistrato e saggista francese
- 1952 - Chuck Burgi, batterista statunitense
- 1952 - Tony Ciantar, ex calciatore maltese
- 1952 - Darrell Elston, ex cestista statunitense
- 1952 - Habib Khabiri, calciatore iraniano († 1984)
- 1952 - Bernard Lacombe, calciatore e allenatore di calcio francese († 2025)
- 1952 - Louis Nguyễn Hùng Vị, vescovo cattolico vietnamita
- 1952 - Hirofumi Numata, cestista giapponese († 2022)
- 1952 - Francesco Tolotti, politico italiano
- 1952 - Roberto Volpi, ex siepista italiano
- 1953 - Rigoberto Cisneros, ex calciatore messicano
- 1953 - Bill Collins, cestista statunitense († 2008)
- 1953 - Brendan Croker, cantautore, chitarrista e compositore britannico († 2023)
- 1953 - Wolfgang Hohlbein, scrittore tedesco
- 1953 - Yuki Kazamatsuri, attrice giapponese
- 1953 - Kōstas Missas, ex cestista e allenatore di pallacanestro greco
- 1953 - Joaquín Montañés, ex calciatore spagnolo
- 1953 - Hamilton Mourão, politico brasiliano
- 1953 - Alan North, pilota motociclistico sudafricano
- 1953 - Sofka Popova, ex velocista bulgara
- 1953 - Carol Thatcher, giornalista, personaggio televisivo e scrittrice britannica
- 1953 - Mark Thatcher, imprenditore e pilota automobilistico britannico
- 1954 - Riccardo Bonacina, giornalista, conduttore televisivo e autore televisivo italiano († 2024)
- 1954 - Gabriele Carrara, attore e doppiatore italiano
- 1954 - Corrado Danzi, politico italiano
- 1954 - Carmine Florio, ex cestista italiano
- 1954 - Kim Hwang-ho, ex calciatore sudcoreano
- 1954 - Stieg Larsson, scrittore, giornalista e critico letterario svedese († 2004)
- 1954 - Stephen David Nash, illustratore e fotografo inglese
- 1954 - María Teresa Ramírez, ex nuotatrice messicana
- 1954 - Bob Wilkerson, ex cestista statunitense
- 1954 - Henri de Castries, imprenditore francese
- 1955 - Kenny Carr, ex cestista statunitense
- 1955 - Igles Corelli, cuoco e personaggio televisivo italiano
- 1955 - Piero Delbosco, vescovo cattolico italiano
- 1955 - Paul Durkin, ex arbitro di calcio inglese
- 1955 - Asım Can Gündüz, chitarrista turco († 2016)
- 1955 - Doug Hughes, regista teatrale statunitense
- 1955 - Ali Laarayedh, politico tunisino
- 1955 - Larry Mathews, attore statunitense
- 1955 - Franco Nembrini, insegnante, saggista e pedagogista italiano
- 1955 - Anne Pohtamo, modella finlandese
- 1955 - Uli Spieß, ex sciatore alpino austriaco
- 1956 - Roque Alfaro, ex calciatore argentino
- 1956 - Régis Clère, ciclista su strada e pistard francese († 2012)
- 1956 - Bruce Ford, tenore statunitense
- 1956 - Gennadij Gudkov, politico e imprenditore russo
- 1956 - Jacek Koman, attore e cantante polacco
- 1956 - Umberto Sardella, attore e comico italiano
- 1956 - Slobodan Subotić, ex cestista e allenatore di pallacanestro sloveno
- 1956 - Peter-John Vettese, tastierista, compositore e produttore discografico britannico
- 1956 - Helgi Ólafsson, scacchista islandese
- 1957 - Bojan Bazelli, direttore della fotografia montenegrino
- 1957 - Željko Ivanek, attore sloveno
- 1957 - Lương Cường, generale e politico vietnamita
- 1957 - Bernt Malion, ex cestista svedese
- 1957 - Michael Pappert, ex cestista e allenatore di pallacanestro tedesco
- 1957 - Clifford A. Pickover, scrittore e saggista statunitense
- 1957 - Ryszard Prostak, ex cestista polacco
- 1957 - Sable Starr, statunitense († 2009)
- 1957 - Gabriela Trușcă, ex ginnasta rumena
- 1957 - Matt White, cestista statunitense († 2013)
- 1958 - Simon Baron-Cohen, psicologo britannico
- 1958 - Consolata Mukangango, criminale ruandese
- 1958 - Minoru Kawasaki, regista, sceneggiatore e produttore cinematografico giapponese
- 1958 - Roberto Mangosi, disegnatore e pittore italiano
- 1958 - Rondell Sheridan, attore, comico e regista statunitense
- 1959 - Scott Altman, ex astronauta statunitense
- 1959 - Roberto Della Seta, giornalista, storico e politico italiano
- 1959 - Bobby Hackett, ex nuotatore statunitense
- 1959 - Lars Hjorth, ex calciatore norvegese
- 1959 - Han Kulker, ex mezzofondista olandese
- 1959 - Hisayasu Satō, regista giapponese
- 1960 - Maria Grazia Capulli, giornalista e conduttrice televisiva italiana († 2015)
- 1960 - Fabio Cifariello Ciardi, compositore italiano
- 1960 - Jean Condom, ex rugbista a 15 francese
- 1960 - Francesco Forgione, politico italiano
- 1960 - Honour Janza, allenatore di calcio zambiano
- 1960 - Masaaki Kanno, allenatore di calcio e ex calciatore giapponese
- 1960 - Peanut Louie, ex tennista statunitense
- 1960 - Laurent Stefanini, diplomatico francese
- 1961 - Dale Dudley, attore statunitense
- 1961 - Ayhan Ergürsel, montatore turco († 2019)
- 1961 - Gary Kubiak, ex giocatore di football americano e allenatore di football americano statunitense
- 1961 - Jevgeņijs Miļevskis, ex calciatore lettone
- 1961 - Dietmar Mögenburg, ex altista tedesco
- 1961 - Leone Pompucci, regista, sceneggiatore e fotografo italiano
- 1962 - Benni Atria, montatore italiano
- 1962 - Christian Bollini, ex sciatore alpino sammarinese
- 1962 - Tatiana Capote, attrice venezuelana
- 1962 - Moreno Mannini, ex calciatore italiano
- 1962 - Pedro Silva Pereira, politico portoghese
- 1962 - Stefano Tumidei, critico d'arte italiano († 2008)
- 1962 - Takashi Ukaji, attore giapponese
- 1962 - David Zayas, attore portoricano
- 1963 - Fabio Canino, attore, personaggio televisivo e conduttore radiofonico italiano
- 1963 - Dimităr Glavčev, politico bulgaro
- 1963 - Alejandro González Iñárritu, regista, sceneggiatore e produttore cinematografico messicano
- 1963 - Emanuel King, ex giocatore di football americano statunitense
- 1963 - Stephan Lehmann, allenatore di calcio e ex calciatore svizzero
- 1963 - Valery Levaneŭski, politico e imprenditore bielorusso
- 1963 - Jeremy Mansfield, conduttore radiofonico, conduttore televisivo e doppiatore sudafricano († 2022)
- 1963 - Vladimir Petković, allenatore di calcio e ex calciatore bosniaco
- 1963 - Daniel Raschle, allenatore di calcio e ex calciatore svizzero
- 1963 - Federico Maria Sardelli, musicista, pittore e scrittore italiano
- 1963 - Peter Taglianetti, ex hockeista su ghiaccio statunitense
- 1963 - Mario Vanemerak, allenatore di calcio e ex calciatore argentino
- 1963 - Dany Verlinden, allenatore di calcio e ex calciatore belga
- 1964 - Michael Berresse, attore statunitense
- 1964 - Carlos Manuel Escribano Subías, arcivescovo cattolico spagnolo
- 1964 - Melinda Gates, imprenditrice e informatica statunitense
- 1964 - André Golke, ex calciatore tedesco
- 1964 - Julia Hobsbawm, imprenditrice e scrittrice britannica
- 1964 - Scott Kalvert, regista cinematografico statunitense († 2014)
- 1964 - Tibor Komáromi, ex lottatore ungherese
- 1964 - Birkir Kristinsson, ex calciatore islandese
- 1964 - Anna Maria Muccioli, politica sammarinese
- 1964 - José Sánchez, ex giocatore di calcio a 5 paraguaiano
- 1964 - Gianpietro Torri, allenatore di calcio e ex calciatore italiano
- 1964 - Giovanna Zucca, scrittrice italiana
- 1965 - Juan Carlos Almada, ex calciatore argentino
- 1965 - Mensur Bajramović, ex cestista e allenatore di pallacanestro bosniaco
- 1966 - Evgenij Agrest, scacchista svedese
- 1966 - Alessandra Celi, attrice italiana
- 1966 - Manuela Cenciarelli, doppiatrice e direttrice del doppiaggio italiana
- 1966 - Maura Cenciarelli, doppiatrice e direttrice del doppiaggio italiana
- 1966 - Marco Conidi, cantautore e attore italiano
- 1966 - Chokri El Ouaer, ex calciatore tunisino
- 1966 - Xavier Gigandet, ex sciatore alpino svizzero
- 1966 - Jeong You Jeong, scrittrice sudcoreana
- 1966 - Thomas Miller, bassista statunitense
- 1966 - Daniel Morar, magistrato e giudice rumeno
- 1966 - Con O'Neill, attore e cantante britannico
- 1966 - Dīmītrīs Papadopoulos, ex cestista greco
- 1966 - Kazuto Sakata, pilota motociclistico giapponese
- 1966 - Igors Stepanovs, ex calciatore lettone
- 1967 - Stewart Beards, ex calciatore inglese
- 1967 - Brahim Boutayeb, ex mezzofondista marocchino
- 1967 - Leomar Antônio Brustolin, arcivescovo cattolico brasiliano
- 1967 - Christophe Capelle, ex pistard e ciclista su strada francese
- 1967 - Brendon Dawson, allenatore di rugby a 15 e ex rugbista a 15 zimbabwese
- 1967 - Derek Draper, giornalista e scrittore britannico († 2024)
- 1967 - Tony Hand, allenatore di hockey su ghiaccio e ex hockeista su ghiaccio britannico
- 1967 - Alan Henning, attivista britannico († 2014)
- 1967 - Peter Hermann, attore e scrittore statunitense
- 1967 - Frédéric Nihous, politico francese
- 1967 - Christian Steger, ex skeletonista italiano
- 1967 - Laura Torres, doppiatrice messicana
- 1967 - Fatimah Tuggar, artista e scultrice nigeriana
- 1968 - Monika Beňová, politica slovacca
- 1968 - Massimo Ceccaroni, allenatore di calcio e ex calciatore svizzero
- 1968 - Daniele Giacomin, ex hockeista su ghiaccio italiano
- 1968 - Sergio López Miró, ex nuotatore spagnolo
- 1968 - Debra Messing, attrice statunitense
- 1968 - Ramiz Məmmədov, ex calciatore azero
- 1968 - Klaus Ofner, ex combinatista nordico austriaco
- 1968 - Seo Gyeong-hwa, cestista e allenatrice di pallacanestro sudcoreana († 2020)
- 1968 - Carlos del Barrio, copilota di rally spagnolo
- 1968 - Fuat Çapa, allenatore di calcio turco
- 1969 - Yoshiyuki Abe, ex ciclista su strada giapponese
- 1969 - Justin Broadrick, musicista, compositore e chitarrista britannico
- 1969 - Bernard Fanning, cantante australiano
- 1969 - John Fetterman, politico statunitense
- 1969 - Gianni Flamigni, allenatore di calcio e ex calciatore italiano
- 1969 - Erin Gruwell, insegnante e scrittrice statunitense
- 1969 - Edwin Grünholz, allenatore di calcio, ex calciatore e ex giocatore di calcio a 5 olandese
- 1969 - Mark Heese, ex giocatore di beach volley canadese
- 1969 - Naoto Itō, ex saltatore con gli sci giapponese
- 1969 - Cris Judd, ballerino, coreografo e attore statunitense
- 1969 - Pemeyeke Désiré-Marie Mboko Lagriffe, artista camerunese
- 1969 - Juli Minoves Triquell, politico, diplomatico e scrittore andorrano
- 1969 - Massimiliano Mirabelli, dirigente sportivo italiano
- 1969 - Carlos Roa, allenatore di calcio e ex calciatore argentino
- 1969 - Antonio Saccone, politico italiano
- 1969 - Masaya Takatsuka, doppiatore giapponese
- 1970 - Anthony Anderson, attore e personaggio televisivo statunitense
- 1970 - Christian Bernardi, atleta paralimpico sammarinese
- 1970 - Chris Byrd, ex pugile statunitense
- 1970 - Maddie Corman, attrice statunitense
- 1970 - Masahiro Endō, ex calciatore giapponese
- 1970 - Darko Jozinović, allenatore di calcio e ex calciatore croato
- 1970 - Anastasios Kakos, ex arbitro di calcio greco
- 1970 - Julian Voss-Andreae, scultore tedesco
- 1971 - Mario Adinolfi, giornalista, politico e giocatore di poker italiano
- 1971 - Jason Chan, attore e produttore cinematografico malese
- 1971 - Morten Lindberg, tecnico del suono e produttore discografico norvegese
- 1971 - Thomas Lægård, rapper danese
- 1971 - Graham McNeill, scrittore britannico
- 1971 - Sylvain Ripoll, allenatore di calcio e ex calciatore francese
- 1971 - Serhij Ščerbakov, ex calciatore sovietico
- 1972 - Ben Affleck, attore, regista e sceneggiatore statunitense
- 1972 - Neja, cantautrice italiana
- 1972 - Raffaello Caserta, ex schermidore italiano
- 1972 - Kimberly Cheatle, poliziotta statunitense
- 1972 - Antonio Damato, ex arbitro di calcio italiano
- 1972 - Mikey Graham, cantante irlandese
- 1972 - Giovanna Griffo, fotografa italiana
- 1972 - Agnieszka Kotlarska, modella polacca († 1996)
- 1972 - Bjørn Myrbakken, ex saltatore con gli sci norvegese
- 1972 - Andrzej Stelmach, allenatore di pallavolo e ex pallavolista polacco
- 1972 - Matthew Wood, montatore statunitense
- 1973 - Lubna Azabal, attrice belga
- 1973 - Juan Gil Navarro, attore argentino
- 1973 - Marcus Jones, ex artista marziale misto e ex giocatore di football americano statunitense
- 1973 - Nebojša Krupniković, ex calciatore serbo
- 1973 - Jon Ander Lambea, ex calciatore spagnolo
- 1973 - Heather Landymore, schermitrice canadese
- 1973 - José Alexandre Alves Lindo, ex calciatore brasiliano
- 1973 - Roberta Lombardi, politica italiana
- 1973 - Tyler-Jane Mitchel, attrice neozelandese
- 1973 - Tomas Nygård, ex calciatore finlandese
- 1973 - Adnan Sami, cantante, musicista e attore indiano
- 1973 - Natallja Sazanovič, ex multiplista e lunghista bielorussa
- 1973 - Berni Tamames, ex cestista spagnolo
- 1973 - Atom Willard, batterista statunitense
- 1974 - Christine Adams, attrice britannica
- 1974 - Gry Bay, attrice e cantante danese
- 1974 - Daniele Contrini, ex ciclista su strada italiano
- 1974 - Benedek Fliegauf, regista ungherese
- 1974 - Flavio Giacchero, polistrumentista e etnomusicologo italiano
- 1974 - Matthias Hagner, allenatore di calcio e ex calciatore tedesco
- 1974 - Natasha Henstridge, modella e attrice canadese
- 1974 - Sami Ristilä, allenatore di calcio e ex calciatore finlandese
- 1974 - Mikael Rosén, ex calciatore svedese
- 1974 - Birgit Wiedel Weidinger, attrice tedesca
- 1975 - Vladimir Chertkov, ex calciatore kirghiso
- 1975 - Jürgen Dirkx, allenatore di calcio e ex calciatore olandese
- 1975 - Vaxtang Hakobyan, ex calciatore armeno
- 1975 - Eirik Halvorsen, ex saltatore con gli sci norvegese
- 1975 - Timur Ivanov, politico russo
- 1975 - Yoshikatsu Kawaguchi, ex calciatore giapponese
- 1975 - Bolor-Erdene Khaltar, giornalista e scrittrice mongola
- 1975 - Elaine Luria, politica e militare statunitense
- 1975 - Joe Mattacchione, dirigente sportivo e ex calciatore canadese
- 1975 - Brendan Morrison, ex hockeista su ghiaccio canadese
- 1975 - Jérôme Neuville, ex pistard e ex ciclista su strada francese
- 1975 - Park Kyung-mo, arciere sudcoreano
- 1975 - Johan Rodríguez, ex calciatore messicano
- 1975 - James Wade, ex cestista, allenatore di pallacanestro e dirigente sportivo statunitense
- 1975 - Kara Wolters, ex cestista statunitense
- 1975 - Kenan Yelek, ex calciatore turco
- 1975 - Gloria Zanin, attrice, conduttrice televisiva e ex modella italiana
- 1976 - Abiy Ahmed Ali, politico e ex militare etiope
- 1976 - Simona Branchetti, giornalista e conduttrice televisiva italiana
- 1976 - Dmitrij Fofonov, dirigente sportivo, ex ciclista su strada e pistard kazako
- 1976 - Dante Poli, ex calciatore cileno
- 1976 - Marcel Strauss, ex ciclista su strada svizzero
- 1976 - Chieko Sugawara, schermitrice giapponese
- 1976 - Gerhard Unterluggauer, ex hockeista su ghiaccio austriaco
- 1976 - Boudewijn Zenden, allenatore di calcio e ex calciatore olandese
- 1976 - Juan de la Fuente, velista argentino
- 1977 - Radoslav Batak, ex calciatore serbo
- 1977 - Martin Biron, ex hockeista su ghiaccio canadese
- 1977 - Igor Cassina, allenatore di ginnastica e ex ginnasta italiano
- 1977 - Zsolt Nemcsik, schermidore ungherese
- 1977 - Nicole Paggi, attrice statunitense
- 1977 - Kristaps Purnis, ex cestista lettone
- 1977 - Humphrey Rudge, ex calciatore olandese
- 1977 - Tokia Russell, calciatore bermudiano († 2016)
- 1977 - Manuel Valencia, ex calciatore colombiano
- 1978 - Paolo Coletta, compositore, regista e commediografo italiano
- 1978 - Nick Easter, rugbista a 15 e allenatore di rugby a 15 britannico
- 1978 - Jens Gaiser, ex combinatista nordico tedesco
- 1978 - Sander Gommans, chitarrista e cantante olandese
- 1978 - Giannīs Kalampokīs, allenatore di pallacanestro e ex cestista greco
- 1978 - Saliou Lassissi, ex calciatore ivoriano
- 1978 - Rodolfo Mantovani, attore, sceneggiatore e regista italiano
- 1978 - Lilija Podkopajeva, ex ginnasta ucraina
- 1978 - Adel Tawil, cantautore tedesco
- 1978 - Lluis Teixido Sala, ex hockeista su pista spagnolo
- 1978 - Stauros Tziōrtziopoulos, ex calciatore greco
- 1978 - Kerri Walsh, ex pallavolista e giocatrice di beach volley statunitense
- 1978 - Yoo Kyoung-youl, ex calciatore sudcoreano
- 1979 - Catello Amarante, canottiere italiano
- 1979 - Jaclyn DeSantis, attrice statunitense
- 1979 - Carl Edwards, pilota automobilistico statunitense
- 1979 - Aram Hakobyan, ex calciatore armeno
- 1979 - Mychajlo Havryljuk, politico ucraino
- 1979 - Jon Hopkins, musicista e compositore britannico
- 1979 - Jasmin Hukić, ex cestista bosniaco
- 1979 - Jeff Hurd, politico statunitense
- 1979 - Cassandra Lynn, modella statunitense († 2014)
- 1979 - Denise Oliver, doppiatrice canadese
- 1979 - Ailyn Pérez, soprano statunitense
- 1979 - Tong Jian, ex pattinatore artistico su ghiaccio cinese
- 1979 - Adriano Viterbini, chitarrista, cantante e compositore italiano
- 1979 - Javier Yacuzzi, calciatore argentino († 2023)
- 1979 - Sumaira Zahoor, ex mezzofondista pakistana
- 1980 - Giampaolo Caruso, ex ciclista su strada italiano
- 1980 - Ian Hanavan, ex cestista e allenatore di pallacanestro statunitense
- 1980 - Tanedra Howard, attrice statunitense
- 1980 - Michael Katsidis, pugile australiano
- 1980 - Jānis Miņins, bobbista lettone
- 1980 - Natalie Press, attrice britannica
- 1980 - Emma Quaglia, maratoneta, mezzofondista e siepista italiana
- 1980 - Taylor Roberts, attrice, poetessa e imprenditrice statunitense
- 1980 - Samuel Roukin, attore britannico
- 1980 - Vladislav Volkov, calciatore kirghiso
- 1981 - Jurij Bykov, regista russo
- 1981 - Jorge Caballero, ex calciatore colombiano
- 1981 - Mara Darmousli, ex modella e attrice greca
- 1981 - Fúlvio Chiantia de Assis, ex cestista brasiliano
- 1981 - Brendan Hansen, ex nuotatore statunitense
- 1981 - Im Dong-hyun, arciere sudcoreano
- 1981 - Lee Sang-yoon, attore sudcoreano
- 1981 - Lisa McInerney, scrittrice e blogger irlandese
- 1981 - Oh Jin-hyek, arciere sudcoreano
- 1981 - Silvan Zurbriggen, ex sciatore alpino svizzero
- 1982 - Rory Best, ex rugbista a 15 britannico
- 1982 - Adam Cole, ex sciatore alpino statunitense
- 1982 - David Harrison, ex cestista statunitense
- 1982 - Colombre, cantautore italiano
- 1982 - Johnnie Jackson, ex calciatore inglese
- 1982 - Silvia La Notte, kickboxer e pugile italiana
- 1982 - Joris Marveaux, allenatore di calcio e ex calciatore francese
- 1982 - Dirk Orlishausen, ex calciatore tedesco
- 1982 - Lia Quartapelle, politica italiana
- 1982 - Ri Yong-gwang, calciatore nordcoreano
- 1982 - Emilia Tłumak, ex cestista polacca
- 1982 - Alessandro Zamperini, ex calciatore italiano
- 1983 - Alain Cantareil, ex calciatore francese
- 1983 - Siobhan Chamberlain, ex calciatrice britannica
- 1983 - Atli Danielsen, ex calciatore faroese
- 1983 - Gwladys Épangue, taekwondoka francese
- 1983 - Lex Fridman, conduttore radiofonico e informatico statunitense
- 1983 - Nikola Gligorov, ex calciatore macedone
- 1983 - Anne-Caroline Graffe, taekwondoka francese
- 1983 - Jancarlos, calciatore brasiliano († 2013)
- 1983 - Timati, rapper e produttore discografico russo
- 1983 - Khaled Khalaf, ex calciatore kuwaitiano
- 1983 - Oskar Linnros, cantante svedese
- 1983 - Jean-Marc Marino, ex ciclista su strada francese
- 1983 - Luke McCormick, ex calciatore inglese
- 1983 - Larry O'Bannon, ex cestista statunitense
- 1983 - Park Hye-won, ex pattinatrice di short track sudcoreana
- 1983 - Marco Peruzzi, hockeista in-line italiano
- 1983 - James Willstrop, giocatore di squash inglese
- 1983 - Alexandre Afonso da Silva, ex calciatore brasiliano
- 1984 - Quinton Aaron, attore statunitense
- 1984 - Daniel Bellissimo, allenatore di hockey su ghiaccio e ex hockeista su ghiaccio canadese
- 1984 - Mbark Boussoufa, ex calciatore marocchino
- 1984 - Matías Caruzzo, ex calciatore argentino
- 1984 - Jarrod Dyson, giocatore di baseball statunitense
- 1984 - Dritan Krasniqi, ex calciatore kosovaro
- 1984 - Anthony Lobello, ex pattinatore di short track statunitense
- 1984 - Mohamed Hassani Mbalia, ex calciatore comoriano
- 1984 - Khalifa Sankaré, ex calciatore senegalese
- 1984 - Opal Tometi, scrittrice e attivista statunitense
- 1985 - Lerato Chabangu, calciatore sudafricano
- 1985 - Carina Dahl, cantante e personaggio televisivo norvegese
- 1985 - Nipsey Hussle, rapper, imprenditore e attivista statunitense († 2019)
- 1985 - Emil Jönsson, ex fondista svedese
- 1985 - Enea Jorgji, arbitro di calcio albanese
- 1985 - Wajahat Abbas Kazmi, regista pakistano
- 1985 - Emily Kinney, attrice e cantautrice statunitense
- 1985 - Petăr Stojanov, ex calciatore bulgaro
- 1985 - Francesca Troiano, politica italiana
- 1985 - Natal'ja Zabolotnaja, ex sollevatrice russa
- 1986 - Ceyhun Altay, ex cestista turco
- 1986 - Vadim Bolohan, ex calciatore moldavo
- 1986 - Daniele Cassioli, sciatore nautico e dirigente sportivo italiano
- 1986 - Natalia Kills, cantautrice e attrice britannica
- 1986 - Besik Kuduchov, lottatore russo († 2013)
- 1986 - Amy Lennox, attrice scozzese
- 1986 - Li Jianrou, pattinatrice di short track cinese
- 1986 - Giorgi Merebashvili, calciatore georgiano
- 1986 - Sergej Mikaev, cosmonauta russo
- 1986 - Vincenzo Pacilli, attore italiano
- 1987 - Xətai Bağırov, giocatore di calcio a 5 azero
- 1987 - Ricardo Bueno, calciatore brasiliano
- 1987 - Daniel Ericsson, ex sciatore alpino svedese
- 1987 - Vladimir Gal'čenko, giocoliere russo
- 1987 - Deolinda Gimo, ex cestista mozambicana
- 1987 - Rudina Hajdari, politica albanese
- 1987 - Dīmītrīs Karadolamīs, cestista greco
- 1987 - Michel Kreder, ex ciclista su strada e pistard olandese
- 1987 - Fellipe Mello, giocatore di calcio a 5 brasiliano
- 1987 - Manōlīs Papasterianos, calciatore greco
- 1987 - Marija Pevčich, giornalista, editorialista e politica russa
- 1987 - C.J. Spiller, ex giocatore di football americano statunitense
- 1987 - Mikkel Vendelbo, ex calciatore danese
- 1987 - Petar Vukčević, ex calciatore montenegrino
- 1988 - Oussama Assaidi, ex calciatore marocchino
- 1988 - Mario Booysen, allenatore di calcio e ex calciatore sudafricano
- 1988 - Rune Bækgaard, maratoneta danese
- 1988 - Matteo Felli, giocatore di football americano italiano
- 1988 - Li Gen, cestista cinese
- 1988 - Nasi Manu, rugbista a 15 neozelandese
- 1988 - Boban Marjanović, cestista serbo
- 1988 - David Meza Colli, calciatore paraguaiano
- 1988 - Jorge Monteiro, calciatore portoghese
- 1988 - Zaira Nara, conduttrice televisiva, personaggio televisivo e modella argentina
- 1988 - Nick Snider, modello statunitense
- 1988 - J.T. Thomas, giocatore di football americano statunitense
- 1988 - Sanne Troelsgaard, calciatrice danese
- 1988 - Maria Tyyster, cantante finlandese
- 1988 - Dmitrij Ušakov, ginnasta russo
- 1989 - Belinda, attrice e cantautrice spagnola
- 1989 - Andre Clennon, calciatore giamaicano
- 1989 - Courtney Hope, attrice, doppiatrice e produttrice cinematografica statunitense
- 1989 - Rob Horne, rugbista a 15 australiano
- 1989 - Joe Jonas, cantautore, musicista e attore statunitense
- 1989 - Mario Kirev, ex calciatore bulgaro
- 1989 - Armel Koulara, ex calciatore ciadiano
- 1989 - Ratanda Mbazuvara, calciatore namibiano
- 1989 - Ryan McGowan, calciatore australiano
- 1989 - Masaki Okada, attore giapponese
- 1989 - Carlos Pena Jr., attore, cantante e ballerino statunitense
- 1989 - Sanju Pradhan, calciatore indiano
- 1989 - Jakub Voráček, hockeista su ghiaccio ceco
- 1989 - Hatice Kübra Yangın, taekwondoka turca
- 1989 - Yannick van de Velde, attore e doppiatore olandese
- 1990 - Camaldine Abraw, calciatore togolese
- 1990 - Aglaja Brix, attrice e modella tedesca
- 1990 - Nicolás Castro, calciatore argentino
- 1990 - Erolcan Çinko, cestista turco
- 1990 - Warren Creavalle, ex calciatore statunitense
- 1990 - Margalida Crespí, sincronetta spagnola
- 1990 - Gohi Bi Cyriac, ex calciatore ivoriano
- 1990 - Christian Fromm, pallavolista tedesco
- 1990 - Jeffery Gibson, ostacolista bahamense
- 1990 - Tawera Kerr-Barlow, rugbista a 15 neozelandese
- 1990 - Jennifer Lawrence, attrice e produttrice cinematografica statunitense
- 1990 - Aleksandar Ljaftov, pallavolista macedone
- 1990 - Josh Magennis, calciatore nordirlandese
- 1990 - Kennedy Ugoala Nwanganga, calciatore nigeriano
- 1990 - Nadine Prohaska, calciatrice austriaca
- 1990 - Toomas Raadik, cestista estone
- 1990 - Aleksandar Stojković, calciatore serbo
- 1990 - Martin Tošev, calciatore bulgaro
- 1990 - BloodPop, produttore discografico e musicista statunitense
- 1990 - Danny Verbeek, calciatore olandese
- 1990 - Njuša, cantante russa
- 1991 - Manon Costard, sciatrice nautica francese
- 1991 - Ellen Gandy, ex nuotatrice britannica
- 1991 - Chema González, cestista spagnolo
- 1991 - Fuad Ibrahim, ex calciatore etiope
- 1991 - Filip Mladenović, calciatore serbo
- 1991 - Petja Piiroinen, ex snowboarder finlandese
- 1991 - Fabian Schwingenschlögl, ex nuotatore tedesco
- 1991 - Pernal Williams, calciatore santaluciano
- 1991 - Sam Willoughby, ex ciclista di BMX australiano
- 1992 - Baskaran Adhiban, scacchista indiano
- 1992 - Carl Bradford, ex giocatore di football americano statunitense
- 1992 - Kosmas Gkezos, calciatore greco
- 1992 - Alex Herrera, cestista statunitense
- 1992 - Matt Judon, giocatore di football americano statunitense
- 1992 - Jordan Kerby, pistard e ciclista su strada australiano
- 1992 - Laura Luís, calciatrice portoghese
- 1992 - Arajik Marutjan, pugile armeno
- 1992 - Salvatore Monaco, calciatore italiano
- 1992 - Allen Nono, calciatore gabonese
- 1992 - Nicholas Wadada, calciatore ugandese
- 1992 - Yao Di, pallavolista cinese
- 1993 - Diana Chelaru, ginnasta rumena
- 1993 - Francesco Di Fulvio, pallanuotista italiano
- 1993 - Dominique Heintz, calciatore tedesco
- 1993 - Lee Seul-chan, calciatore sudcoreano
- 1993 - Juan Ignacio Londero, tennista argentino
- 1993 - J.D. McKissic, giocatore di football americano statunitense
- 1993 - Redvan Memešev, calciatore ucraino
- 1993 - Danielle Morrow, attrice statunitense
- 1993 - Clinton N'Jie, calciatore camerunese
- 1993 - Nam Ji-sung, tennista sudcoreano
- 1993 - Natacha Ngoye Akamabi, velocista congolese (Repubblica del Congo)
- 1993 - Sevara Nishanbayeva, judoka kazaka
- 1993 - Alex Oxlade-Chamberlain, calciatore inglese
- 1993 - Nicolai Poulsen, calciatore danese
- 1993 - Shahida Raza, calciatrice e hockeista su prato pakistana († 2023)
- 1993 - Thomas Schubert, attore austriaco
- 1993 - Viktor Sheen, rapper kazako
- 1993 - Roland Thalmann, ciclista su strada svizzero
- 1993 - Robert Täht, pallavolista estone
- 1993 - Vicky Wright, giocatrice di curling scozzese
- 1994 - Elia Bossi, pallavolista italiano
- 1994 - Lasse Christensen, calciatore danese
- 1994 - Anthony Clemmons, cestista statunitense
- 1994 - Lovro Demo, ex cestista croato
- 1994 - Moussa Doumbia, calciatore maliano
- 1994 - Vasilij Fedotov, pallanuotista russo
- 1994 - Jesús Gallardo, calciatore messicano
- 1994 - Kōsuke Hagino, ex nuotatore giapponese
- 1994 - Cebrail Karayel, calciatore turco
- 1994 - Kim Tae-hun, taekwondoka sudcoreano
- 1994 - Lina Magull, calciatrice tedesca
- 1994 - Nikolaos Politīs, ex taekwondoka greco
- 1994 - Obeng Regan, calciatore ghanese
- 1994 - Xavier Rubio, hockeista su pista spagnolo
- 1994 - Rashawn Thomas, cestista statunitense
- 1994 - Romario Williams, calciatore giamaicano
- 1994 - Natal'ja Zabijako, pattinatrice artistica su ghiaccio estone
- 1995 - Jorge Ayala, calciatore uruguaiano
- 1995 - Carlos Alberto Carvalho da Silva Júnior, calciatore brasiliano
- 1995 - Aidan Connolly, calciatore scozzese
- 1995 - Chief Keef, rapper e produttore discografico statunitense
- 1995 - Nicole Cruz, pallavolista portoricana
- 1995 - Isaac Donkor, calciatore ghanese
- 1995 - Georgemy Gonçalves, calciatore brasiliano
- 1995 - Aleksandar Katanić, calciatore serbo
- 1995 - Tawan Kedkong, modella thailandese
- 1995 - Terry Larrier, cestista statunitense
- 1995 - Manuel Martic, calciatore austriaco
- 1995 - Yui Ogura, cantante e doppiatrice giapponese
- 1995 - Sam Oomen, ciclista su strada olandese
- 1995 - Prokop Slanina, ex cestista ceco
- 1995 - Tommy Thompson, calciatore statunitense
- 1995 - Drue Tranquill, giocatore di football americano statunitense
- 1995 - Zhao Shuai, taekwondoka cinese
- 1996 - Lumor Agbenyenu, calciatore ghanese
- 1996 - Bruce Brown, cestista statunitense
- 1996 - Cristian Cauz, calciatore italiano
- 1996 - Franco Cristaldo, calciatore argentino
- 1996 - Donte Ingram, cestista statunitense
- 1996 - Maja Kildemoes, calciatrice danese
- 1996 - Valentino Murataj, calciatore albanese
- 1996 - Andreia Norton, calciatrice portoghese
- 1996 - Vladislav Panteleev, calciatore russo
- 1996 - Milan Tučić, calciatore sloveno
- 1997 - Olga Ahtinen, calciatrice finlandese
- 1997 - Megan Barker, pistard e ciclista su strada britannica
- 1997 - Sabit Bilali, calciatore croato
- 1997 - Jason Burnell, cestista statunitense
- 1997 - Arianna Castiglioni, nuotatrice italiana
- 1997 - Thomas Koenig, arciere francese
- 1997 - David Lischka, calciatore ceco
- 1997 - Olivier Mbaizo, calciatore camerunese
- 1997 - Taylor Mims, pallavolista statunitense
- 1997 - Adrián Mora, calciatore messicano
- 1997 - Nicoline Sørensen, ex calciatrice danese
- 1998 - Alejandro Della Nave, ex calciatore uruguaiano
- 1998 - Bruno Fernando, cestista angolano
- 1998 - Gulliver McGrath, attore australiano
- 1998 - Giovanna Pedroso, tuffatrice brasiliana
- 1998 - Ndifreke Udo, calciatore nigeriano
- 1998 - Jari Vlak, calciatore olandese
- 1998 - Neven Đurasek, calciatore croato
- 1999 - Julián Horta, lottatore colombiano
- 1999 - Peter Kioso, calciatore della Repubblica Democratica del Congo
- 1999 - Toni Rabensteiner, giocatore di football americano italiano
- 2000 - Olivia Giaccio, sciatrice freestyle statunitense
- 2000 - George Stanger, calciatore neozelandese
- 2000 - Alan Rodríguez, calciatore paraguaiano
- 2000 - Yūto Tsunashima, calciatore giapponese
- 2000 - Perrion Winfrey, giocatore di football americano statunitense

## XXI secolo(20)
- 2001 - Oliver Antman, calciatore finlandese
- 2001 - Èrbol Atabaev, calciatore kirghiso
- 2001 - Lentini Caciano, calciatore olandese
- 2001 - Anton Jallai, giocatore di football americano svedese
- 2001 - Moro Ojomo, giocatore di football americano nigeriano
- 2002 - Ibrahima Breze Fofana, calciatore guineano
- 2002 - DaRon Holmes II, cestista statunitense
- 2002 - Stefan Mitrović, calciatore serbo
- 2002 - Martin Petkov, calciatore bulgaro
- 2003 - Al-Hashmi Al-Hussain, calciatore qatariota
- 2003 - Anna, rapper italiana
- 2003 - Alban Elezi Cannaferina, sciatore alpino francese
- 2003 - Denzell García, calciatore messicano
- 2003 - Juanlu Sánchez, calciatore spagnolo
- 2004 - Mahmudu Bajo, calciatore gambiano
- 2004 - Nickco Palamaras, sciatore alpino statunitense
- 2005 - Semih Kılıçsoy, calciatore turco
- 2005 - Cornelia Öhlund, sciatrice alpina svedese
- 2006 - Maria Alavidze, nuotatrice artistica georgiana
- 2007 - Jens Mathijsen, calciatore olandese